# Taguküla laid
Taguküla laid är en ö i Estland. Den ligger i Käina kommun i Hiiumaa (Dagö) (Dagö län), 130 km sydväst om huvudstaden Tallinn. Dess södra udde benämns Prassiots. Ön ligger sydöst om Dagö i havsområdet Moonsund, strax söder om ön Kassari.